# Kababina isley
Kababina isley är en spindelart som beskrevs av Davies 1995. Kababina isley ingår i släktet Kababina och familjen Amphinectidae.
Artens utbredningsområde är Queensland. Inga underarter finns listade i Catalogue of Life.